# Nordkoreanske won
Wŏn (tegn: ₩; kode: KPW) er den officielle valuta i Den Demokratiske Folkerepublik Korea siden den 6. december 1947. Møntenheden administreres af The Central Bank of the Democratic People's Republic of Korea i Pyongyang, Nordkorea.